# موش‌های دم‌کلفت
موش‌های دم‌کلفت (نام علمی: Zyzomys) نام یک سرده از زیرخانواده نیاموشان است.